# Ferrari 375 F1
Ferrari 375 F1 – samochód Formuły 1, zaprojektowany w 1950 roku przez Aurelio Lamprediego i skonstruowany przez Ferrari. Powstała również wersja 375S, przystosowana do wyścigów Indianapolis 500.

## Historia
W 1950 roku rozpoczął się pierwszy sezon Mistrzostw Świata Formuły 1. Regulamin dopuszczał dwa różne typy silników: doładowany półtoralitrowy bądź wolnossący o pojemności 4,5 litra. Dwaj najpoważniejsi konkurenci: Alfa Romeo z modelem 158 oraz Ferrari z modelem 125 F1, stosowali jednostki doładowane. Model 125 nie spełnił jednak oczekiwań Ferrari, dlatego też rozpoczęto prace nad samochodem, który byłby napędzany silnikiem wolnossącym. Ferrari uznało, że zużywające dużo paliwa silniki Alfa Romeo mogłyby być pokonane przez słabsze, ale bardziej oszczędne jednostki Ferrari.
Silniki te dysponowały pojemnością skokową 4494 cm³ i mocą 350 KM. Umieszczone wzdłużnie z przodu, posiadały blok i głowicę z alpaksu. Na nadwozie składała się aluminiowa karoseria osadzona na kratownicy przestrzennej. Przednie zawieszenie stanowiły podwójne wahacze, odwrócone niższe resory piórowe i hydrauliczne ramiona amortyzatorów Houdaille, a tylne – oś De Dion, odwrócone niższe resory piórowe, dwa drążki reakcyjne oraz hydrauliczne ramiona amortyzatorów Houdaille. Samochód ważył 720 kg i osiągał maksymalną prędkość 278 km/h.
Pierwsze zwycięstwo modelem 375 odniósł José Froilán González podczas Grand Prix Wielkiej Brytanii 1951. Alberto Ascari wygrał dwa wyścigi i przed ostatnim Grand Prix był poważnym kandydatem do tytułu mistrzowskiego. Podczas Grand Prix Hiszpanii Ascari dokonał jednak złego wyboru opon, przez co finiszował czwarty, a sezon zakończył na drugim miejscu, za Juanem Manuelem Fangio.
Po sezonie 1951 Alfa Romeo wycofała się z Formuły 1, co powodowało, że kierowcy Ferrari byli jedynymi poważnymi kandydatami do tytułu mistrzowskiego. W związku z tym ciało zarządzające Formułą 1 zmieniło regulamin i sezony 1952 oraz 1953 odbywały się według regulaminu Formuły 2, by wyrównać szanse konkurentów.
Po zmniejszeniu pojemności silnika i wydłużeniu rozstawu osi model 375 pod nazwą 375S wziął udział w Indianapolis 500, ówcześnie eliminacji Mistrzostw Świata Formuły 1. Tylko jeden z czterech wystawionych samochodów w eliminacji w 1952 roku zdołał zakwalifikować się do wyścigu, ale go nie ukończył. Danny Oakes i Johnny Baldwin bezskutecznie próbowali zakwalifikować się nim do rund w odpowiednio 1954 i 1956 roku.

## Wyniki w Formule 1
| Legenda oznaczeń w tabelach wyników Wyświetl szablon na nowej stronie | Legenda oznaczeń w tabelach wyników Wyświetl szablon na nowej stronie                                                                     |
| Oznaczenie                                                            | Wyjaśnienie |
| --------------------------------------------------------------------- | --- |
| Złoty                                                                 | Zwycięzca lub mistrzostwo |
| Srebrny                                                               | 2. miejsce lub wicemistrzostwo |
| Brązowy                                                               | 3. miejsce lub II wicemistrzostwo |
| Zielony                                                               | Ukończył, punktował (w klasyfikacji generalnej, gdy zdobył co najmniej jeden punkt na przestrzeni sezonu, poza trzema powyższymi opcjami) |
| Niebieski                                                             | Ukończył, nie punktował (w klasyfikacji generalnej, gdy nie zdobył co najmniej jednego punktu na przestrzeni sezonu)                      |
| Czerwony                                                              | Nie zakwalifikował się (NZ) |
| Czerwony                                                              | Nie prekwalifikował się (NPK) |
| Różowy                                                                | Nie ukończył (NU) |
| Różowy                                                                | Niesklasyfikowany (NS) (w klasyfikacji generalnej, gdy nie został sklasyfikowany w żadnym wyścigu sezonu)                                 |
| Czarny                                                                | Zdyskwalifikowany (DK) |
| Czarny                                                                | Wykluczony (WYK/EX) |
| Biały                                                                 | Nie wystartował (NW) |
| Biały                                                                 | Kontuzjowany (K/INJ) |
| Biały                                                                 | Wyścig odwołany (OD/C) |
| Bez koloru                                                            | Został wycofany (WYC/WD) |
| Bez koloru                                                            | Nie przybył (NP/DNA) |
| Bez koloru                                                            | Nie brał udziału w treningach (NT/DNP) |
| Bez koloru                                                            | Nie został zgłoszony (–) |
| Pogrubienie                                                           | Start z pole position |
| Kursywa                                                               | Najszybsze okrążenie wyścigu |
| †                                                                     | Nie ukończył, ale jego rezultat został zaliczony ze względu na przejechanie więcej niż 90% dystansu wyścigu.                              |
| *                                                                     | Sezon w trakcie |
| 1/2/3                                                                 | Punktowana pozycja w sprincie kwalifikacyjnym                                                                                             |
| Lista systemów punktacji Formuły 1                                    | |

| Sezon | Zespół                      | Silnik  | Kierowcy              | Wyniki w poszczególnych eliminacjach | Wyniki w poszczególnych eliminacjach | Wyniki w poszczególnych eliminacjach | Wyniki w poszczególnych eliminacjach | Wyniki w poszczególnych eliminacjach | Wyniki w poszczególnych eliminacjach | Wyniki w poszczególnych eliminacjach | Wyniki w poszczególnych eliminacjach | Wyniki w poszczególnych eliminacjach | Wyniki kierowców | Wyniki kierowców | Wyniki konstruktora | Wyniki konstruktora |
| 1950  |                             |         |                       | Wielka Brytania                      | Monako                               | Stany Zjednoczone                    | Szwajcaria                           | Belgia                               | Francja                              | Włochy                               |                                      |                                      | Pkt.             | Msc.             | Pkt.                | Msc.                |
| ----- | --------------------------- | ------- | --------------------- | ------------------------------------ | ------------------------------------ | ------------------------------------ | ------------------------------------ | ------------------------------------ | ------------------------------------ | ------------------------------------ | ------------------------------------ | ------------------------------------ | ---------------- | ---------------- | ------------------- | ------------------- |
| 1950  | Scuderia Ferrari            | Ferrari | Alberto Ascari        | –                                    | –                                    | –                                    | –                                    | –                                    | –                                    | 2                                    |                                      |                                      | 3 (11)           | 5                | –                   | –                   |
| 1950  | Scuderia Ferrari            | Ferrari | Dorino Serafini       | –                                    | –                                    | –                                    | –                                    | –                                    | –                                    | 2                                    |                                      |                                      | 3                | 13               | –                   | –                   |
| 1951  |                             |         |                       | Szwajcaria                           | Stany Zjednoczone                    | Belgia                               | Francja                              | Wielka Brytania                      | Niemcy                               | Włochy                               |                                      |                                      | Pkt.             | Msc.             | Pkt.                | Msc.                |
| 1951  | Scuderia Ferrari            | Ferrari | Luigi Villoresi       | NU                                   | –                                    | 3                                    | 3                                    | 3                                    | 4                                    | 4                                    | NU                                   |                                      | 15               | 5                | –                   | –                   |
| 1951  | Scuderia Ferrari            | Ferrari | Alberto Ascari        | 6                                    | –                                    | 2                                    | 2                                    | NU                                   | 1                                    | 1                                    | 4                                    |                                      | 25               | 2                | –                   | –                   |
| 1951  | Scuderia Ferrari            | Ferrari | Piero Taruffi         | 2                                    | –                                    | NU                                   | –                                    | –                                    | 5                                    | 5                                    | NU                                   |                                      | 10               | 6                | –                   | –                   |
| 1951  | Scuderia Ferrari            | Ferrari | José Froilán González | –                                    | –                                    | –                                    | 2                                    | 1                                    | 3                                    | 2                                    | 2                                    |                                      | 24               | 3                | –                   | –                   |
| 1951  | Francisco Landi             | Ferrari | Chico Landi           | –                                    | –                                    | –                                    | –                                    | –                                    | –                                    | NU                                   | –                                    |                                      | 0                | NS               | –                   | –                   |
| 1952  |                             |         |                       | Szwajcaria                           | Stany Zjednoczone                    | Belgia                               | Francja                              | Wielka Brytania                      | Niemcy                               | Holandia                             | Włochy                               |                                      | Pkt.             | Msc.             | Pkt.                | Msc.                |
| 1952  | Grant Piston Ring/Agajanian | Ferrari | Walt Faulkner         | –                                    | NZ                                   | –                                    | –                                    | –                                    | –                                    | –                                    | –                                    |                                      | 0                | NS               | –                   | –                   |
| 1952  | Scuderia Ferrari            | Ferrari | Alberto Ascari        | –                                    | NU                                   | –                                    | –                                    | –                                    | –                                    | –                                    | –                                    |                                      | 0 (36)           | 1                | –                   | –                   |
| 1952  | Kennedy Tank                | Ferrari | Johnny Mauro          | –                                    | NZ                                   | –                                    | –                                    | –                                    | –                                    | –                                    | –                                    |                                      | 0                | NS               | –                   | –                   |
| 1952  | Howard Keck                 | Ferrari | Bobby Ball            | –                                    | NZ                                   | –                                    | –                                    | –                                    | –                                    | –                                    | –                                    |                                      | 0                | NS               | –                   | –                   |
| 1954  |                             |         |                       | Argentyna                            | Stany Zjednoczone                    | Belgia                               | Francja                              | Wielka Brytania                      | Niemcy                               | Szwajcaria                           | Włochy                               |                                      | Pkt.             | Msc.             | Pkt.                | Msc.                |
| 1954  | Danny Oakes                 | Ferrari | Danny Oakes           | –                                    | NZ                                   | –                                    | –                                    | –                                    | –                                    | –                                    | –                                    | –                                    | 0                | NS               | –                   | –                   |
| 1956  |                             |         |                       | Argentyna                            | Monako                               | Stany Zjednoczone                    | Belgia                               | Francja                              | Wielka Brytania                      | Niemcy                               | Włochy                               |                                      | Pkt.             | Msc.             | Pkt.                | Msc.                |
| 1956  | Bardahl-Ferrari             | Ferrari | Johnny Baldwin        | –                                    | –                                    | NZ                                   | –                                    | –                                    | –                                    | –                                    | –                                    |                                      | 0                | NS               | –                   | –                   |